# Komplexy kovů s fosfiny

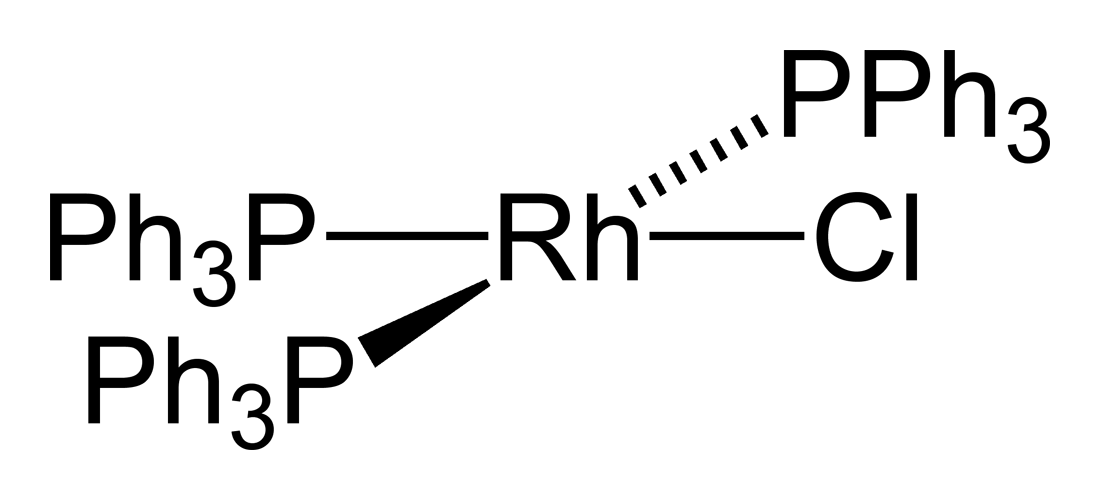
Wilkinsonův katalyzátor, používaný ke katalýze hydrogenací

Komplexy kovů s fosfiny jsou komplexní sloučeniny obsahující jeden nebo více fosfinových ligandů. Využití nacházejí v homogenní katalýze.
K významným zástupcům těchto sloučenin patří Wilkinsonův katalyzátor (Rh(PPh3)3Cl), Grubbsovy katalyzátory a tetrakis(trifenylfosfin)palladium.

## Vazby M-PR_{3}

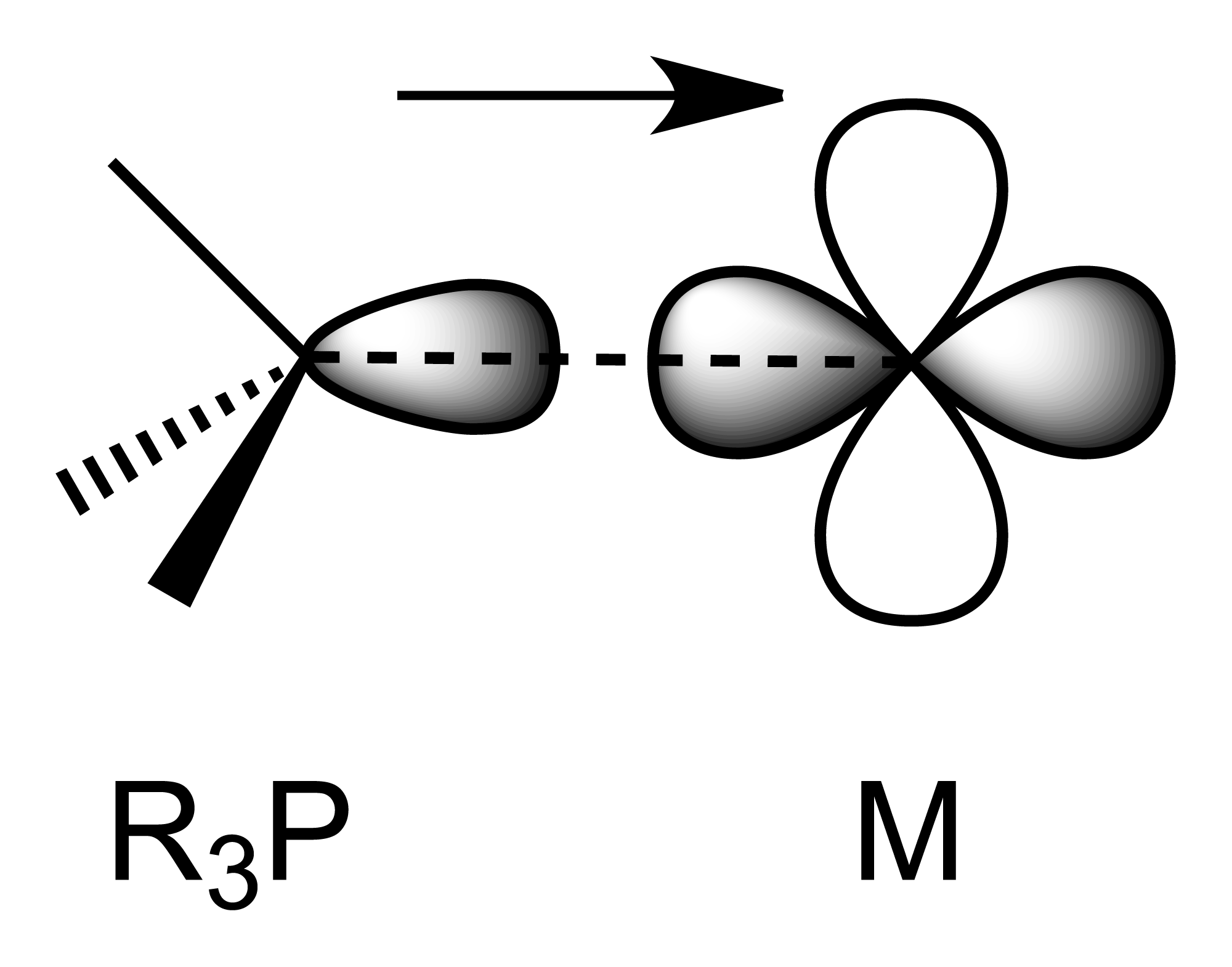
R_{3}P–M σ vazby
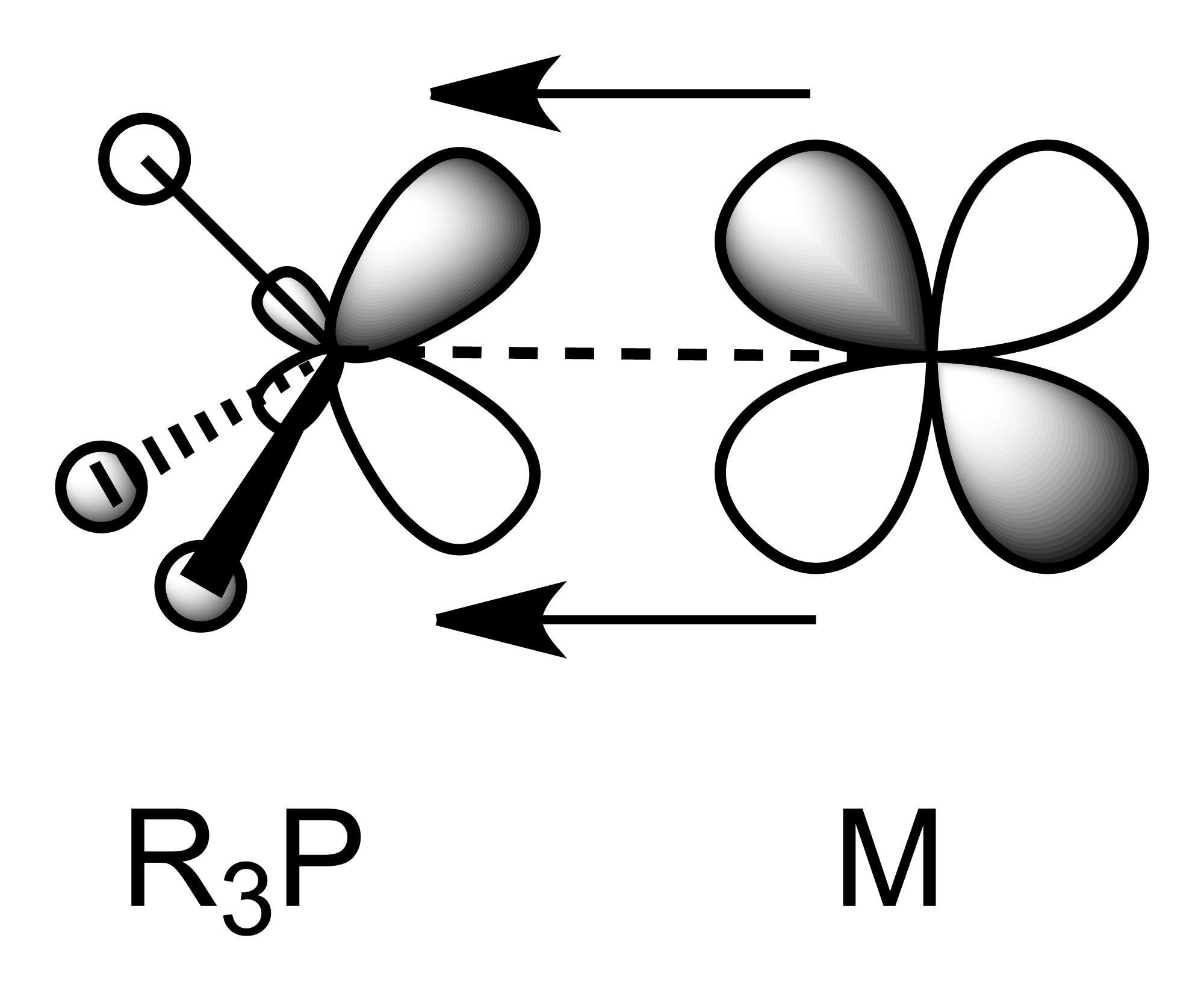
R_{3}P–M π vazby

## Příprava
Mnoho komplexů fosfinů se připravuje reakcemi fosfinů s halogenidy kovů; například reakcí suspenze chloridu palladnatého v ethanolu s trifenylfosfinem se vytváří chlorid bis(trifenylfosfin)palladnatý.
[PdCl2]n + 2 n PPh3 → n PdCl2(PPh3)2
Prvními popsanými komplexy fosfinů byly, v roce 1870 cis- and trans-PtCl2(PEt3)2.
Fosfiny v těchto sloučeninách často slouží jak jako ligandy, tak i jako redukční činidla; to platí například u mnoha komplexů platiny a trifenylfosfinu:
RhCl3(H2O)3 + 4 PPh3 → RhCl(PPh3)3 + OPPh3 + 2 HCl + 2 H2O

## Vazby M-PR3
Fosfiny jsou ligandy typu L. Na rozdíl od většiny amminkomplexů bývají lipofilní a tak i dobře rozpustné v organických rozpouštědlech.
| L        | ν(CO) cm−1 |
| -------- | ---------- |
| P(t-Bu)3 | 2056,1     |
| PMe3     | 2064,1     |
| PPh3     | 2068,9     |
| P(OEt)3  | 2076,3     |
| PCl3     | 2097,0     |
| PF3      | 2110,8     |

Fosfinové ligandy jsou také π-akceptory. Jejich π-kyselost je vyvolávána překryvy P-C σ* protivazebných orbitalů se zaplněnými orbitaly kovů. Aryl- a fluorofosfiny jsou silnějšími π-akceptory než alkylfosfiny. Fluorid fosforitý (PF3) je silná π-kyselina s vazbami podobnými karbonylovému ligandu.
Původně se předpokládalo, že fosfinové ligandy vytvářejí vazby M-P prostřednictvím 3d orbitalů, v současnosti se však nepředpokládá, že by byly d-orbitaly fosforu do vzniku těchto vazeb zapojeny.
Energie σ* orbitalů jsou nižší u fosfinů obsahujících elektronegativní substituenty, z tohoto důvodu je fluorid fosforitý dobrým π-akceptorem.
- R3P–M σ vazby
- R3P–M π vazby

### Sterické vlastnosti

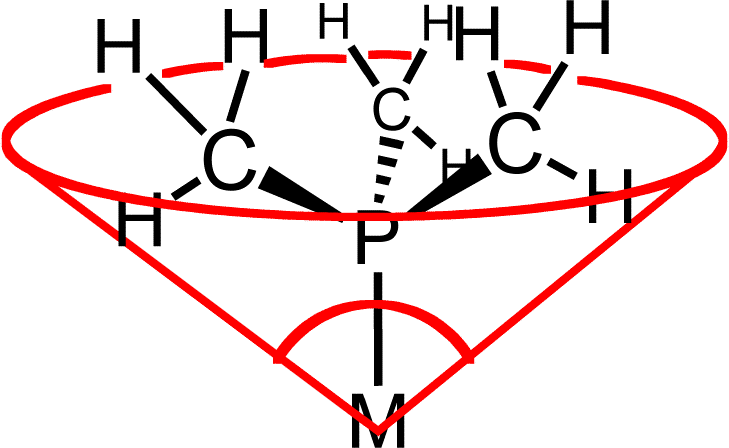
Tolmanův úhel lze použít k popisování sterických vlastností fosfinových ligandů.

Oproti terciárním fosfinům se terciární aminy, obzvláště pak arylaminy, hůře vážou na kovy, protože koordinační sílu ovlivňují silnější sterické efekty okolo atomu dusíku, který je menší než atom fosforu.
Záměnou jednoho nebo více organických substituentů lze sterické a elektronové vlastnosti fosfinových ligandů měnit.
Sterické vlastnosti fosfinových ligandů lze srovnávat pomocí jejich hodnot Tolmanova úhlu.

### Spektroskopie
Vlastnosti komplexů kovů a PR3 lze zkoumat 31P NMR spektroskopií; po komplexaci se objevují významné chemické posuny. Strukturu komplexů s více fosfinovými ligandy může pomoci objasnit 31P-31P spinové párování.

## Reaktivita
Fosfinové ligandy se obvykle neúčastní reakcí přímo, s výjimkou případů, kdy se odštěpují od kovových center. Při některých hydroformylacích prováděných za vysokých teplot ovšem může dojít k zániku vazeb P-C.

## Využití v homogenní katalýze
Jedno z prvních katalytických využití fosfinových ligandů měl trifenylfosfin v Reppeově chemii (1948), zahrnující reakce alkynů, oxidu uhelnatého a alkoholů.
Walter Reppe zjistil, že tyto reakce, vytvářející akrylestery, probíhají rychleji za katalýzy NiBr2(PPh3)2 místo bromidu nikelnatého. Byly vyvinuty kobaltové katalyzátory s trialkylfosfinovými ligandy pro hydroformylace (kde se nyní častěji používá rhodium).Tyto úspěchy vedly k řadě průmyslových využití.

### Příklady komplexů PPh3
- Tetrakis(trifenylfosfin)palladium se používá jako katalyzátor C-C párování, jako je Heckova reakce.
- Wilkinsonův katalyzátor, RhCl(PPh3)3, je rhodný komplex v minulosti používaný při katalýze hydrogenací alkenů.
- Vaskův komplex, trans-IrCl(CO)(PPh3)2, má také historický význam; používal se při oxidačních adicích; jeho výzkum vedl k rozvoji homogenní katalýzy.
- NiCl2(PPh3)2 je nikelnatý komplex, na rozdíl od PdCl2(PPh3)2 jsou jeho molekuly čtvercové.
- Strykerovo činidlo, [(PPh3)CuH]6, hydrid stabilizovaný PPh3, je reaktantem při konjugovaných redukcích.
- Tetrakarbonyl (trifenylfosfin)železa (Fe(CO)4(PPh3)) a trikarbonyl bis(trifenylfosfin)železa (Fe(CO)3(PPh3)2)

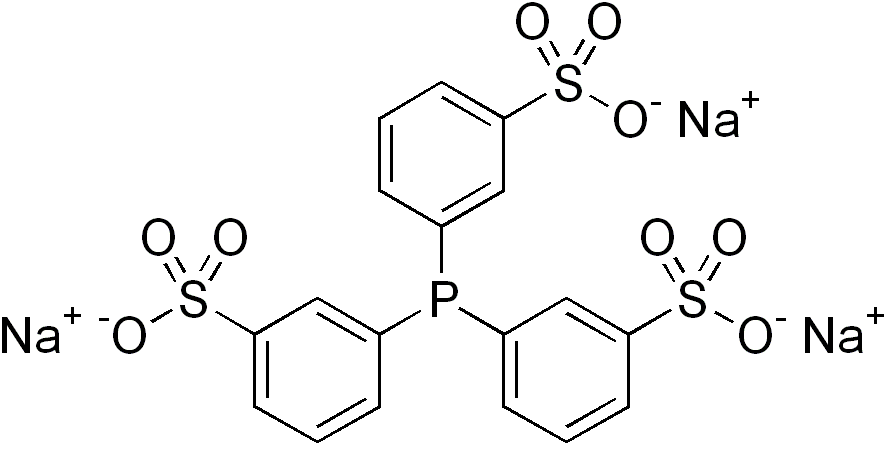
Trisodná sůl kyseliny 3,3′,3″-fosfantriyltris(benzensulfonové) vytváří komplexy rozpustné ve vodě.

## Komplexy dalších organofosforových ligandů
Oblíbenost a využitelnost fosfinových komplexů vedla k výzkumu a používání komplexů mnoha podobných organofosforových ligandů. Zkoumány byly i komplexy odvozené od arsanu, ovšem vzhledem ke své toxicitě nebyly prakticky využity.

### Komplexy primárních a sekundárních fosfinů
Většina výzkumu se zaměřuje na komplexy trisubstituovaných fosfinů, jako ligandy ale mohou sloužit i primární (RPH2) a sekundární fosfiny (R2PH). Takovéto ligandy jsou méně zásadité a mají menší Tolmanovy úhly. Lze je deprotonovat na dimery a oligomery s fosfido-můstky:
2 LnM(PR2H)Cl → [LnM(μ-PR2)]2 + 2 HCl

### Komplexy PRx(OR')3−x
Komplexy niklu a fosfitů, například Ni[P(OEt)3]4, se hodí jako katalyzátory hydrokyanací alkenů. Podobné komplexy jsou též známy u fosfinitů (R2P(OR')) a fosfonitů (RP(OR')2).

### Komplexy difosfinů
Vzhledem k chelatačním vlastnostem se ligandy s dvěma fosfinovými skupinami na kovy vážou pevněji než dva monodentátní fosfiny. Díky svým konformačním vlastnostem jsou difosfiny obzvláště vhodné pro asymetrickou katalýzu, například při Nojoriových hydrogenacích. K těmto účelům se mimo jiné používají 1,2-bis(difenylfosfino)ethan (dppe) a 1,1'-bis(difenylfosfino)ferrocen, xantfos a spanfos. Dichloro(1,3-bis(difenylfosfino)propan)nikl má využití v Kumadových párováních.